# Рисняк
Ри́сняк (хорв. Risnjak) — національний парк в Хорватії, у гористому, лісовому та малонаселеному регіоні Горський Котар на півночі країни, поблизу кордону зі Словенією. Від Адріатичного узбережжя парк відділяє близько 15 км. На північ від парку розташовано місто Чабар, на південь — Бакар, на південний схід — Делніце. Назва парку походить від слова «рись».

## Загальні відомості
Площа національного парку — 63,5 км². Рисняк розташований у північній частині Динарського нагір'я, по території парку проходить вододіл між басейнами Чорного і Адріатичного морів.
Найвищі вершини парку — Великий Рисняк (хорв. Veliki Risnjak) — 1528 м і Снєжник (хорв. Snježnik) — 1506 м.
Вхід до парку для туристів, а також адміністрація парку розташовуються в населеному пункті Црний Луг на східному краю парку. У парку Рисняк бере початок річка Купа.

## Історія
Вивчення природи в околицях гори Великий Рисняк було розпочато ще в XIX столітті. Відомий ботанік Йосип Шлоссер випустив цілу серію публікацій, присвячених флорі Рисняк.
У 1949 році хорватський ботанік Іво Хорват запропонував організувати національний парк для захисту природи регіону. Пропозицію було реалізовано в 1953 році. У 1997 році хорватський парламент проголосував за розширення території парку, в результаті чого на території парку опинилася гора Снєжник і кілька населених сіл.

## Флора і фауна
Попри відносно невелику територію флора парку багата і різноманітна. Різноманітність рослин, які ростуть у парку, пояснюється тим, що він знаходиться на межі Альп і Динарського нагір'я, а також прибережної й континентальної рослинної зони.
Основні дерева парку — бук та ялиця. Також зустрічаються клени, ялини, ясени, дуби, платани, тиси.
Серед тварин, що мешкають в парку, варто відзначити ведмедів, оленів, ланей, борсуків, ласок. Багато білок, куниць і рисей, від імені яких парк отримав ім'я.

## Цікаві місця

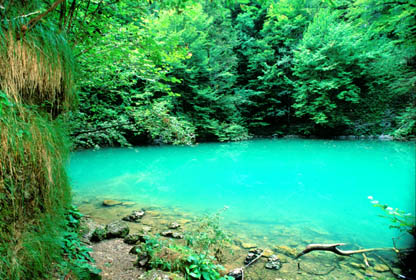
Витік Купи

- Гора Великий Рисняк — найвищий пік парку. На південному схилі — гірська сторожка, побудована Йосипом Шлоссером яка має назву будинок Шлоссера. На вершину гори можна зійти тільки пішки, підйом від Црні-Луга займає близько трьох годин.
- Снєжник — друга за висотою вершина парку. На схилі також є сторожка під назвою Албахарієв будинок.
- Маршрут Лєска. Круговий маршрут по парку довжиною близько 4 кілометрів, з початком у Црному Лузі. Проходить по різних рослинних зонах.
- Витік Купи. Купа бере початок з мальовничого озера Купешко (хорв. Kupeško jezero). Довжина озера — 200 м, ширина близько 30 м, глибина сягає 80 метрів.